# Bruce Thompson
Bruce Jerome Thompson (ur. 13 listopada 1951 w Morris) – amerykański zapaśnik walczący w stylu klasycznym. Olimpijczyk z Montrealu 1976, gdzie odpadł w eliminacjach w wadze 52 kg. Był członkiem kadry na igrzyska w Moskwie 1980, na które nie pojechał z powodu bojkotu.
Cztery razy, bez sukcesu, startował na mistrzostwach świata, w 1973, 1974, 1975 i 1979. Triumfator igrzysk panamerykańskich w 1975 i 1979 roku.